# Naveces
Naveces es una parroquia del concejo de Castrillón, en el Principado de Asturias (España). Alberga una población de 570 habitantes (INE 2011) en 236 viviendas. Ocupa una extensión de 4,96 km².
Está situada en la zona norte del concejo, a 5 km de la capital, Piedras Blancas. Limita al norte con el mar Cantábrico; al este con la parroquia de Santa María del Mar; al sur con la de Santiago del Monte; y al oeste con la de Bayas.
La iglesia parroquial, de torre cuadrada, data del siglo XVIII y está dedicada a San Román.
En San Adriano, la capilla aún conserva su escudo cisterciense.

## Poblaciones
Según el nomenclátor de 2009 la parroquia está formada por las poblaciones de:
- La Almoria (lugar): despoblado.
- La Llada (lugar): 139 habitantes.
- Naveces (pueblo): 263 habitantes.
- San Adriano (pueblo): 134 habitantes.
- Las Lunas (lugar): 21 habitantes.
- La Siega (lugar): 15 habitantes.
- Vallina (lugar): despoblado.